# Kent City
Kent City es una villa ubicada en el condado de Kent en el estado estadounidense de Míchigan. En el Censo de 2010 tenía una población de 1057 habitantes y una densidad poblacional de 308,71 personas por km².

## Geografía
Kent City se encuentra ubicada en las coordenadas 43°13′25″N 85°45′22″O / 43.22361, -85.75611. Según la Oficina del Censo de los Estados Unidos, Kent City tiene una superficie total de 3.42 km², de la cual 3.42 km² corresponden a tierra firme y (0%) 0 km² es agua.

## Demografía
Según el censo de 2010, había 1057 personas residiendo en Kent City. La densidad de población era de 308,71 hab./km². De los 1057 habitantes, Kent City estaba compuesto por el 88.84% blancos, el 0.95% eran afroamericanos, el 0.28% eran amerindios, el 0.19% eran asiáticos, el 0% eran isleños del Pacífico, el 7.66% eran de otras razas y el 2.08% pertenecían a dos o más razas. Del total de la población el 17.79% eran hispanos o latinos de cualquier raza.